# Juneverken
AB Juneverken var ett verkstadsföretag i Bankeryd, tio kilometer norr om Jönköping, som grundades 1917 av Jönköpings Mekaniska Werkstad. Företaget fick först namnet AB Motorplogen JUNE där tillverkningen bestod av motorplogar. De första motorerna tillverkades vid Motorfabriken i Jönköping, medan övriga delar gjordes vid verkstaden i Bankeryd, där även montering och provkörning utfördes. Företaget namnändrades 1921 till Juneplogen AB och 1924 till Juneverken AB genom konkurser och rekonstruktioner. Därefter inriktades tillverkningen främst mot vägmaskiner, som vägvältar och väghyvlar, där en stor andel av tillverkningen gick på export. Tillverkningen vid Juneverken upphörde 1964, som då hade ca 25 personer anställda. När Motorplogen JUNE var som störst arbetade nästan 100 personer på företaget, flera av dessa ingenjörer.
Jönköpings Mekaniska Werkstad (JMW) var ett familjeföretag, som grundats 1860 av Frans Gustaf Sandwall. Efter hand expanderas företaget; från 1911 med Jönköpings Motorfabrik på Bäckadal i Jönköping med tillverkning av tändkulemotorer av märket June. Från 1917 även med Motorplogen June i Bankeryd. Dessutom från 1918 med Domneåns Kraft AB, för elproduktion vid flera vattenkraftverk i Bankeryd.
Grundarens son, John Gustaf Sandwall (1867–1954), var verkställande direktör efter faderns död. Han var jordbruksintresserad och hade även tagit del av utvecklingen av jordbruksmaskiner i andra länder, främst England. Han ägde också Sjöåkra gård i Bankeryd.

## Juneplogen
Sandwall engagerade ingenjören vid företaget Karl Edvin Hiller, som konstruerade en motorplog, en traktor med en fast monterad plog på ramen. Plogen i den första patentansökan 1913 hade två drivhjul fram och ett styrhjul bak, medan den färdiga konstruktionen hade drivhjulen bak och ett svängbart hjul fram. Den hade en stor svängförmåga. 
År 1917 byggde John Gustaf Sandwall en ett hundra meter lång fabriksbyggnad i Bankeryd för tillverkningen av motorplogar, nära sin gård Sjöåkra. Företaget hade kontrakt med Ryssland, men Ryska revolutionen gjorde att den exporten avbröts. Avsättningen på den svenska marknaden var trögare. Motorplogarna tillverkades 1917–1922 innan tillverkningen lades ned, men några såldes från lager ytterligare några år. Konkurrensen efter första världskriget var hård, framför allt från Fordsons masstillverkade, billiga traktorer.
Till att börja med var Motorplogen June utrustad med en June råoljemotor. Den tvåcylindriga tändkulemotorn hade problem med att tändkulan kallnade, och motorn ansågs även vara för svag för motorplogen. I ett sista försök att rädda tillverkningen började en starkare fyrcylindrig fotogenmotor på 30 hk från Oberursel i Tyskland att användas från år 1921. från Motorenfabrik Oberursel i Oberursel i Tyskland. Av denna motorplog, som vägde fyra ton, tillverkades 1921–1924 uppskattningsvis 40 exemplar, varav bara ett fåtal såldes och 35 var kvar i lager i slutet av 1923. Sammanlagt tillverkades under åren uppemot 70 motorplogar.

## Vägmaskiner
Från 1924 fram till dess att tillverkningen lades ned 1964, tillverkades främst vägmaskiner vid anläggningen i Bankeryd, som vägsladdar, vägrivare, vägvältar och väghyvlar. När JMW efterhand allt mer inriktades mot tillverkning av stora pumpar kom detta även att påverka arbetet i Bankeryd. Efter nedläggningen användes lokalerna av Klosters fabriker för tillverkning av dräneringsrör av plast.